# (2,2,3-trimetil-5-oksociklopent-3-enil)acetil-KoA sintaza
(2,2,3-Trimetil-5-oksociklopent-3-enil)acetil-KoA sintaza (EC 6.2.1.38, 2-okso-Delta3-4,5,5-trimetilciklopentenilacetil-KoA sintetaza) je enzim sa sistematskim imenom ((1R)-2,2,3-trimetil-5-oksociklopent-3-enil)acetat:KoA ligaza (formira AMP). Ovaj enzim katalizuje sledeću hemijsku reakciju
[(1R)-2,2,3-trimetil-5-oksociklopent-3-enil]acetat + ATP + KoA {\displaystyle \rightleftharpoons } AMP + difosfat + [(1)-2,2,3-trimetil-5-oksociklopent-3-enil]acetil-KoA
Ovaj enzim je izolovan iz Pseudomonas putida.

## Literatura
- Nicholas C. Price; Lewis Stevens (1999). Fundamentals of Enzymology: The Cell and Molecular Biology of Catalytic Proteins (Third изд.). USA: Oxford University Press. ISBN 019850229X.
- Eric J. Toone (2006). Advances in Enzymology and Related Areas of Molecular Biology, Protein Evolution (Volume 75 изд.). Wiley-Interscience. ISBN 0471205036.
- Branden C; Tooze J. Introduction to Protein Structure. New York, NY: Garland Publishing. ISBN 0-8153-2305-0.
- Irwin H. Segel. Enzyme Kinetics: Behavior and Analysis of Rapid Equilibrium and Steady-State Enzyme Systems (Book 44 изд.). Wiley Classics Library. ISBN 0471303097.
- William P. Jencks (1987). Catalysis in Chemistry and Enzymology. Dover Publications. ISBN 0486654605.

## Spoljašnje veze
- (2,2,3-trimethyl-5-oxocyclopent-3-enyl)acetyl-CoA+synthase на 